# Sötétpatak
Sötétpatak (vagy Setétpatak, Setétpataka, románul: Valea Întunecoasă) falu Romániában, Hargita megyében, Gyimesközéplokhoz tartozik.

## Története
Gyimesközéplok része. 1910 és 1956 között adatai a községéhez voltak számítva. A trianoni békeszerződés előtt Csík vármegye Szépvizi járásához tartozott.

## Fekvése
904 m magasan fekszik a tengerszint felett, Sötétpatak völgyében. A falut magas, fenyőerdős dombok veszik körül. 240 km-re található Bukaresttől, és 2,3-ra Gyimesközéploktól.

## Népessége
2002-ben 249 lakosa volt, ebből 249 magyar, 34 fő/km². Lakói római katolikusok.

## Éghajlata
|                  | Január | Május  | Július | Szeptember | Év     |
| ---------------- | ------ | ------ | ------ | ---------- | ------ |
| Max. hőmérséklet |        |        | 16 °C  |            | 6 °C   |
| Min. hőmérséklet | -8 °C  |        |        |            |        |
| Csapadék         |        | 147 mm |        | 38 mm      | 867 mm |

## Fordítás
- Ez a szócikk részben vagy egészben  a   Valea Întunecoasă című szebuano Wikipédia-szócikk fordításán alapul.  Az eredeti cikk szerkesztőit annak laptörténete sorolja fel. Ez a jelzés csupán a megfogalmazás eredetét és a szerzői jogokat jelzi, nem szolgál a cikkben szereplő információk forrásmegjelöléseként.